# Cratere Lipik
Lipik  è un cratere sulla superficie di Marte. Il nome venne scelto per ricordare Lipik, una cittadina della Croazia.

## Caratteristiche
Fotografie ravvicinate del cratere mostrano la presenza di formazioni di origine glaciale. Il cratere non è molto profondo e nel tempo possono essersi accumulati al suo interno molta polvere e ghiaccio. La profondità originaria del cratere secondo i ricercatori doveva essere maggiore. Molto del sedimento presente sul fondo sarebbe stato trasportato in epoche nelle quali il clima marziano era diverso da quello attuale.

## Galleria d'immagini

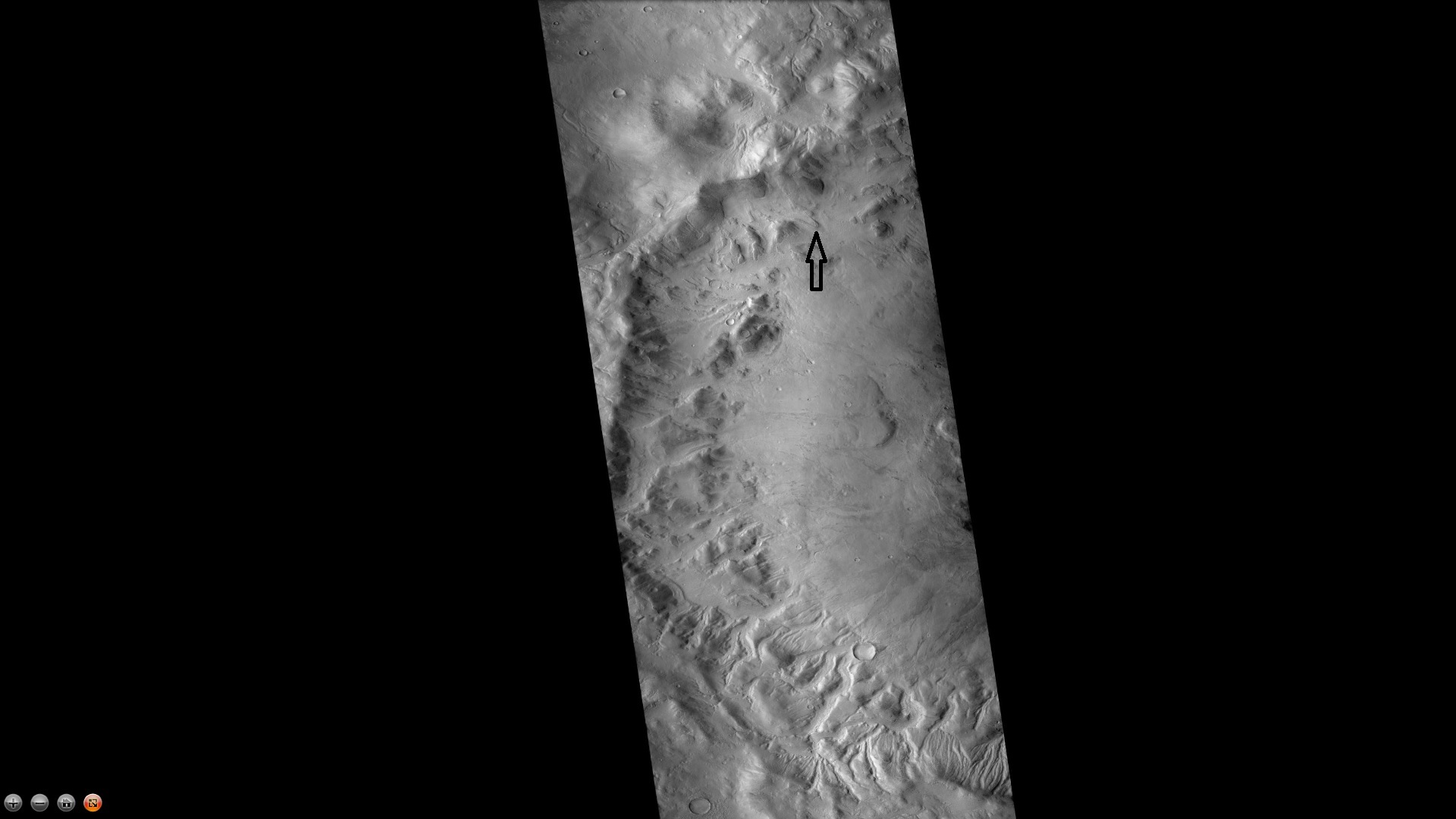
Lato occidentale del cratere Lipik Crater (Mars Reconnaissance Orbiter). La freccia evidenzia una lingua glaciale, ingrandita nell'immagine successiva.
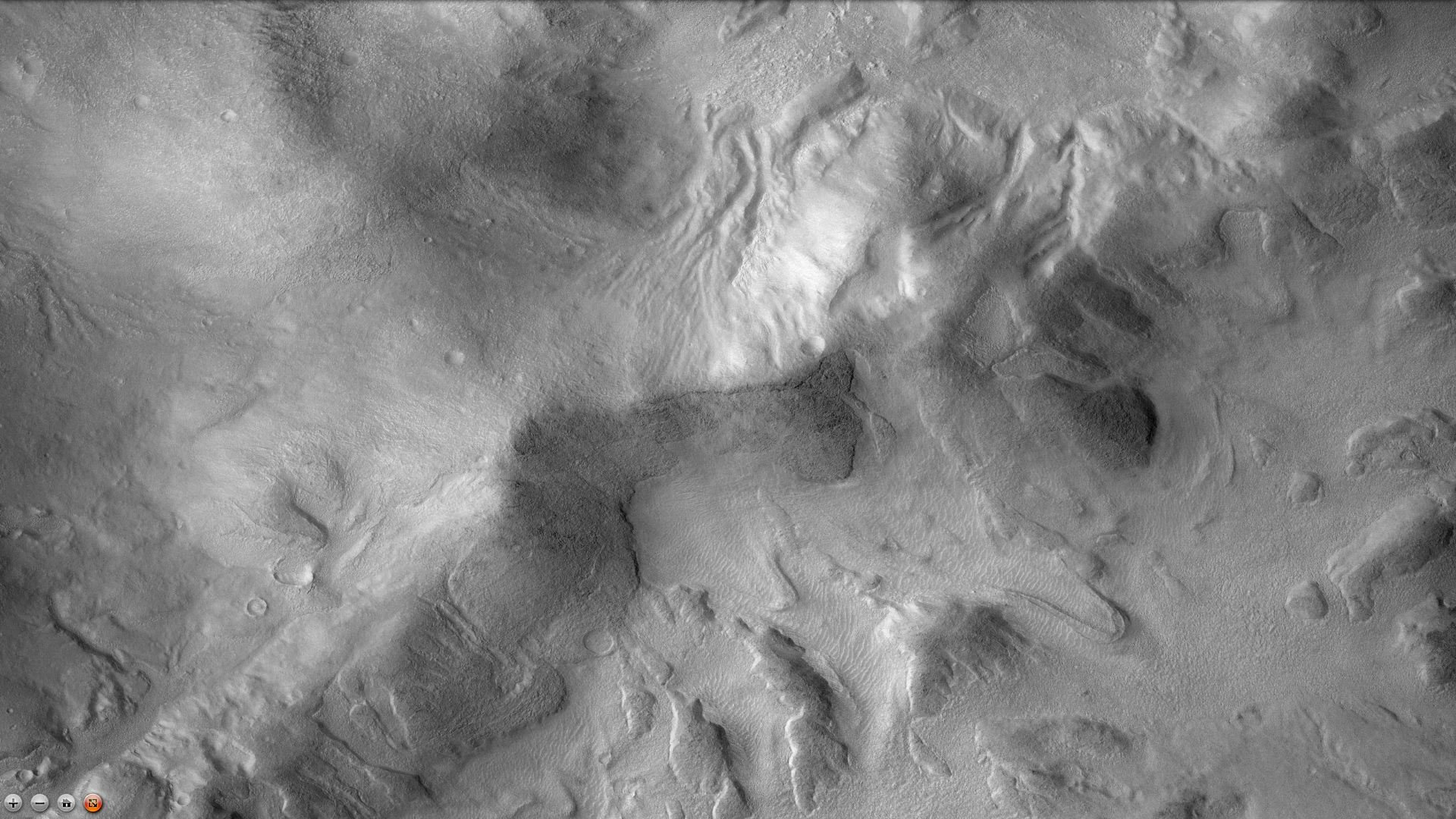
Lingua glaciale nel cratere Lipik (ingrandimento dell'immagine precedente)
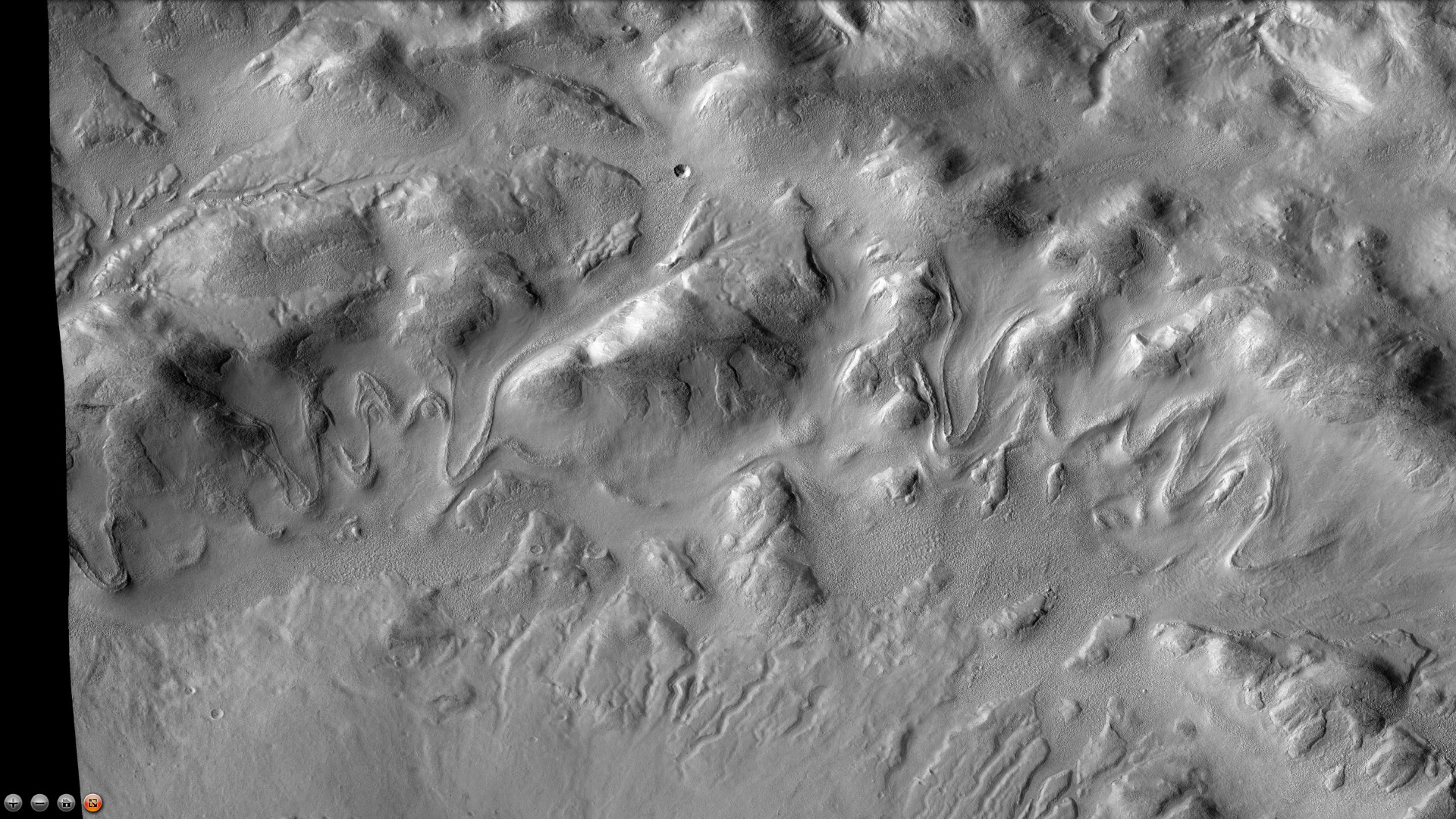
Ingrandimento della scarpata a nord del cratere, dove si possono notare varie lingue glaciali.